# Amastigia biseriata
Amastigia biseriata is een mosdiertjessoort uit de familie van de Candidae. De wetenschappelijke naam van de soort is voor het eerst geldig gepubliceerd in 1950 door Osburn.